# Ludwig von Reiche (General, 1775)
August Friedrich Ludwig Karl von Reiche (* 4. Oktober 1775 in Nienburg/Weser; † 18. Mai 1855 in Berlin) war ein preußischer General der Infanterie sowie Militärschriftsteller.

## Leben

### Herkunft
Seine Eltern waren der Hofrat und Landsyndikus von Nienburg Ernst Karl von Reiche († 1823) und dessen Ehefrau Bernhardine, geborene Heppe († 1833).

### Militärkarriere
Reiche ging Ende 1788 in preußische Dienste und kam er in das Infanterieregiment „Eichmann“ in Wesel. Er wurde Fahnenjunker und am 1. Mai 1793 Offizier. Er kämpfte zwischen 1793 und 1794 während des Ersten Koalitionskrieges in den Niederlanden und kam im Sommer 1794 an den Rhein. Nach dem Krieg kehrte er in seine Garnison Wesel zurück. Er hatte sich schon früh mit Wissenschaft und Kunst beschäftigt und wollte nun von der Infanterie in das Ingenieurkorps wechseln. Dazu war der Abschluss an der Ingenieursschule notwendig, und so meldete er sich im Mai 1796 als erfahrener Offizier an die Ingenieurakademie der preußischen Armee in Potsdam. Als er nach zwei Jahren mit der Prüfung abschloss, zeigte er so gute Leistungen, dass man ihn als Lehrer an die Akademie holte. Damals begann auch seine schriftstellerische Tätigkeit. Im Mai 1804 wurde er nach Danzig versetzt, um die dortige Festung zu erweitern. Während des Krieges von 1806 kam er zur Feldarmee unter dem Herzog Karl August von Sachsen-Weimar-Eisenach. Er machte den Rückzug nach Lübeck mit und geriet bei der dortigen Kapitulation in Gefangenschaft. Nachdem er auf Ehrenwort entlassen worden war, kehrte er zunächst zu seinen Eltern zurück.
Im Januar 1809 konnte er wieder zur Armee zurückkehren und kam in die Festung Spandau. Er sah aber keine Beförderungschancen für sich im Ingenieurkorps und wechselte daher 1810 als Stabskapitän in das Kadettenkorps. Daneben wurde er Lehrer für Befestigungskunst, Aufnahme und militärisches Zeichnen für den Kronprinzen Wilhelm und dessen Vetter Friedrich von Preußen. Er war dabei sehr erfolgreich und wurde dafür 1811 zum Kapitän befördert. Aber mit dem Beginn der Befreiungskriege 1813 bat er um Versetzung zum Armeekorps, und als Yorck im März 1813 nach Berlin kam, wurde er dessen Generalstab zugeteilt. Seine erste Arbeit war der Brückenschlag über die Elbe bei Roßlau. Der Angriff auf Wittenberg und der Übergang über die Saale bei Merseburg waren aber erfolglos. Nach Yorks Meinung war Reiche umsichtig und brav, aber er war auch schnell mit den Worten bereit und neigte dazu, seine Befugnisse zu überschreiten.
Er nahm an der Schlacht bei Großgörschen teil und erhielt für sein Verhalten das Eiserne Kreuz II. Klasse, er kämpfte bei Königswartha-Weissig und bei Bautzen. Nach dem Waffenstillstand wurde er Major und erhielt den Auftrag, bei Spandau ein Lager aufzubauen. Als der Krieg wieder aufflammte, kam er zum Generalstab des III. Armee-Korps unter von Bülow. Er unterstützte Bülow bei der Entscheidung, die Schlacht bei Großbeeren zu schlagen. Für Dennewitz erhielt er dann das Eiserne Kreuz I. Klasse. Er nahm dann mit Bülow an der Völkerschlacht bei Leipzig teil und an den folgenden Gefechten in Holland.
Im Januar 1814 kam er in das Große Hauptquartier nach Basel, um den weiteren Nachschub für Bülow zu organisieren. Ende Januar war er wieder zurück und nahm an den Kämpfen in Belgien und Frankreich teil. Dann wurde er zum Oberstleutnant befördert und zum Chef des Generalstabes des III. Armee-Korps unter General von Borstell in Aachen ernannt. Aber schon Ende September wurde er nach Berlin befohlen, um als Lehrer für den Kronprinzen Friedrich Wilhelm zu arbeiten, auch die Prinzen Wilhelm und Friedrich wurden wieder seine Schüler. Aber als Napoleon von Elba zurückkehrte, wurde er Generalstabschef des I. Armee-Korps unter General von Zieten. Obwohl beide kein gutes Verhältnis hatten, kämpften sie bei Ligny und Waterloo.
Nach dem Friedensschluss wurde Zieten Kommandeur der preußischen Besatzungstruppen in Frankreich. Reiche blieb als Oberst und Chef des Generalstabs. Nach Abzug der Truppen 1818 kam er zur Kommission, die die Übernahme von Luxemburg durch den Deutschen Bund vorbereitete. Nach fünf Jahren kehrte er als Inspekteur der Ingenieur-Inspektion nach Berlin zurück. Im Jahr 1836 wurde er zum Generalleutnant befördert und erhielt 1842 seinen Abschied als General der Infanterie. Seine letzten Jahre nutzte er, um wieder als Autor seiner Memoiren und von Militärlehrbüchern tätig zu werden.

## Werke
Sein erstes Buch war 1804 Feldfortifikation. Er war viele Jahrzehnte hindurch als Standardlehrbuch an Militärschulen in Gebrauch. 1806 wollte er Baupraktik für Feldingenieure veröffentlichen, aber auf Grund des verloren Krieges von 1806 wurde es erst 1812 gedruckt. Auch seinem Werk Permanente Befestigungskunst war daher wenig Erfolg vergönnt.
- 1804: Die Feldfortification aus theoretischen und praktischen Gründen hergeleitet, oder ausführliche und deutliche Anweisung, wie man Feldverschanzungen zweckmäßig anordnen und einrichten kann. Digitalisat
- 1805:  Versuch einer vollständigen Bau-Praktik für Feld-Ingenieure. Digitalisat
- 1812: Die Befestigungskunst. Digitalisat
- 1820: Versuch einer vollständigen Bau-Praktik für Feld-Ingenieure und Infanterie-Offiziere insbesondere : Oder Anweisung zum praktischen Bau aller im Felde vorkommenden Verschanzungen u. alles dessen, was auf Feldbefestigung Bezug haben kann ; Hauptsächlich zum Selbstunterricht. Digitalisat